# Ángel Sanzo
Ángel Damián Sanzo Herrera (nacido en Antequera, 1973) es un pianista español y profesor en el Conservatorio Superior de Badajoz.

## Logros
| Año  | Concurso                          | Premio         | Primer premiado | Ex aequo con... |
| ---- | --------------------------------- | -------------- | --------------- | --------------- |
| 1998 | III Frechilla-Zuloaga, Valladolid | 1er premio     |                 |                 |
| 2000 | Lalla Meriem, Meknes              | 1er premio     |                 |                 |
| 2000 | XII José Iturbi, Valencia         | 2o premio      | Roman Zaslavsky |                 |
| 2002 | XI Ciutat de Carlet, Valencia     | 2o premio      | Inese Klotina   |                 |
| 2003 | Ciudad de Albacete                | 1er premio (7) |                 |                 |
| 2003 | Premio Pilar Amo, Albacete        | 1er premio (7) |                 |                 |
| 2004 | II Joaquín Rodrigo, Madrid        | 1er premio     |                 |                 |
| 2007 | XLV Città di Taranto              | 1er premio     |                 |                 |

## Grabaciones
- Rosa Miranda y Ángel Sanzo (Grabaciones Cambayá)[6]